# Riace
Riace är en kommun i storstadsregionen Reggio Calabria, innan 2017 provinsen Reggio Calabria, i regionen Kalabrien i Italien, som ligger omkring 50 kilometer söder om Catanzaro och omkring 80 kilometer nordost om Reggio Calabria. Kommunen hade 2 313 invånare (2017).
Riace är känt för Bronzi di Riace, grekiska antika bronsstatyer av krigare som återfanns i havet 1972. Dessa visas i Museo Nazionale della Magna Grecia i Magna Graecia i Reggio Calabria.

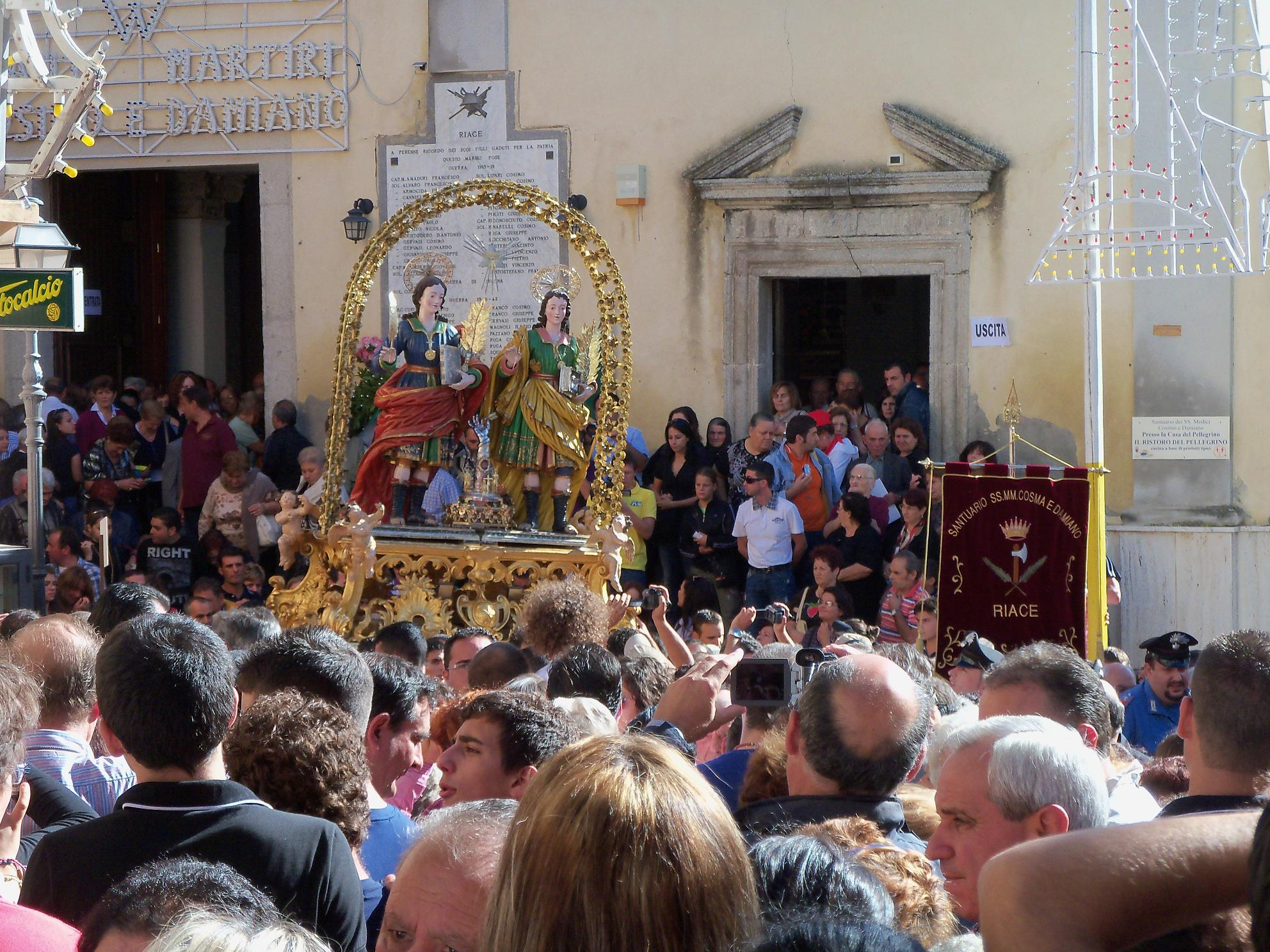
Sankt Kosmas och Sankt Damianus högtid i Riace, 2010.

Riace uppmärksammades i samband med migrationskrisen i Europa för sin generösa hantering av flyktingar. Omkring 450 flyktingar har blivit bosatta i staden, som innan hade omkring 1 800 invånare. Detta har bland annat lett till att ortens skola inte lagts ned.
Borgmästaren, Domenico Lucano mottog Dresdenpriset 2017.